# Hugo Aparecido Matos
Hugo Aparecido Matos de Oliveira (* 28. Mai 1965 in São Paulo, São Paulo) ist ein ehemaliger brasilianischer Fußballspieler auf der Position eines Stürmers.

## Laufbahn
Aparecido begann seine Profikarriere in der Saison 1984/85 beim Fluminense de Feira FC und spielte anschließend für den EC Vitória, bevor er 1990 nach Mexiko wechselte. Dort stand er zunächst bei den Leones Negros der Universidad de Guadalajara unter Vertrag, mit denen er in der Saison 1990/91 den mexikanischen Pokalwettbewerb gewann. 
Auch nach seinen Wechseln zu den UANL Tigres, bei denen er in der Saison 1993/94 unter Vertrag stand, und zu den UAG Tecos, für die er 1994/95 spielte, absolvierte er weitere regelmäßige Einsätze in der höchsten mexikanischen Spielklasse.
Danach hatte er noch jeweils zwei Stationen in seinem Heimatland (wo er noch einmal für den EC Vitória sowie den Botafogo FR spielte) und in Mexiko, wo er bei den in der zweiten Liga spielenden Vereinen Atlético Yucatán und UAT Correcaminos tätig war. 

## Erfolge
- Mexikanischer Pokalsieger: 1991